# Kwas nadchlorowy
Kwas nadchlorowy, nazwa Stocka: kwas chlorowy(VII), HClO
4 – nieorganiczny związek chemiczny, jeden z najsilniejszych kwasów tlenowych. Chlor znajduje się w nim na VII stopniu utlenienia; jest to najtrwalszy kwas tlenowy tego pierwiastka. Jego bezwodnikiem jest tlenek chloru(VII), Cl
2O
7.

## Otrzymywanie
Rozcieńczony kwas nadchlorowy można otrzymać przez działanie stężonym kwasem siarkowym na nadchlorany, na przykład nadchloran sodu:
NaClO
4 + H
2SO
4 → NaHSO
4 + HClO
4

## Właściwości
Kwas nadchlorowy to oleista, bezbarwna i bezwonna ciecz, której gęstość w warunkach normalnych wynosi 1,76 g/cm³. Miesza się on z wodą bez ograniczeń tworząc z nią azeotrop o temperaturze topnienia −18 °C i temperaturze wrzenia 200 °C (zawartość HClO
4 w azeotropie to ok. 72,5%). Czysty kwas topi się w −112 °C i rozkłada się w 150 °C przed osiągnięciem temperatury wrzenia. Łatwo ulega wybuchowemu rozkładowi już w niższych temperaturach w obecności śladów substancji organicznych i większości metali. Stężony kwas nadchlorowy jest silnie higroskopijny.
Kwas nadchlorowy jest silnym utleniaczem. Należy on do najsilniejszych znanych kwasów (jest zaliczany do tzw. superkwasów) i jako taki jest substancją silnie żrącą. Jego pKa szacuje się jako −7.
Sole kwasu nadchlorowego to nadchlorany. Z wyjątkiem nadchloranów potasu, rubidu, cezu i amonu są one bardzo dobrze rozpuszczalne w wodzie.

## Zastosowanie
Niewielką rozpuszczalność nadchloranu potasu wykorzystuje się w chemii analitycznej, wytrącając potas kwasem nadchlorowym w postaci trudno rozpuszczalnego związku. Ponadto kwas nadchlorowy jest używany w analizie chemicznej do usuwania materiałów pochodzenia organicznego np. z próbek przeznaczonych do analizy zawartości metali ciężkich. Spośród soli tego kwasu największe zastosowanie mają nadchloran amonu i nadchloran magnezu.
Handlowo dostępny kwas nadchlorowy ma stężenie 60–70%.